# Франсоа (село)
Вижте пояснителната страница за други значения на Франсоа.
Франсоа (на френски: François) е село в департамент Дьо Севър на регион Поату-Шарант, западна Франция. Населението му е 961 души (по приблизителна оценка от януари 2016 г.).
Разположено е на 36 m надморска височина в северната част на Аквитанския басейн, на 11 km североизточно от Ниор и на 57 km югозападно от Поатие.